# Distretto di Verchovyna
Il distretto di Verchovyna (in ucraino Верховинський район?, Verchovyns'kyj rajon) è un distretto nell'oblast' di Ivano-Frankivs'k in Ucraina. Il suo centro amministrativo è la città di Verchovyna. Ha una popolazione di 220 275 abitanti.
Il 18 luglio 2020, come parte della riforma amministrativa dell'Ucraina, il numero di distretti dell'oblast' di Ivano-Frankivs'k è stato ridotto a sei e l'area del distretto di Verchovyna è stata notevolmente ampliata.